# Сапоговский сельский совет (Борщёвский район)
Сапоговский сельский совет (укр. Сапогівська сільська рада) — входит в состав
Борщёвского района
Тернопольской области
Украины.
Административный центр сельского совета находится в 
с. Сапогов.

## Населённые пункты совета
- с. Сапогов